# 魅力攻勢
魅力攻勢意指透過展現個人的魅力特質或可信賴性來吸引他人的支持，經常被用新聞媒體用來描述政治人物的行為。第一次出現在新聞中是1956年十月份的加州地方型報紙「弗雷斯諾蜂共和報（The Fresno Bee Republican）」，描述美國軍事將領呼籲大眾對俄國領袖的友善要保持警戒。

## 發展
2016年，美國的國際新聞記者约书亚·科兰兹克 (Joshua Kurlantzick)發表專文描述中國共產黨中央委員會總書記習近平對國際的外交推動是以軟實力來進行「魅力攻勢」，引起華文世界開始使用與討論這個詞語。隔年科兰兹克進一步出版專書探討，引起華文世界的學術探討，如中國人民大學外交系教授王义桅就認為此書對中國的批判過於西方中心，政治大學亞太碩士班研究生鄭藝銘則認為中國以經濟誘因作為東南亞國家對領土海域的退讓無法產生真正的效用。

## 其他應用
魅力攻勢也用來形容人际吸引中的互動，尤其是在求愛期，一方會試圖用他的魅力征服另一方。通常一個人採用魅力攻勢時，傾向於排斥或忽視其他人，將自己所有的社會能量都給一位事先視為目標的人。